# Patellapis ruwensorensis
Patellapis ruwensorensis là một loài Hymenoptera trong họ Halictidae. Loài này được Strand mô tả khoa học năm 1911.